# Conus evansi
Espèce
Statut de conservation UICN

 DD  : Données insuffisantes
Conus evansi est une espèce de mollusques gastéropodes marins de la famille des Conidae.
Comme toutes les espèces du genre Conus, ces escargots sont prédateurs et venimeux. Ils sont capables de « piquer » les humains et doivent donc être manipulés avec précaution, voire pas du tout.

## Description
La taille de la coquille atteint 41 mm.

## Distribution
Cette espèce marine d'escargot à cône se trouve dans la Mer Rouge.

### Niveau de risque d’extinction de l’espèce
Selon l'analyse de l'UICN réalisée en 2011 pour la définition du niveau de risque d'extinction, cette espèce est endémique de l'Érythrée où elle se trouve dans la région de l'archipel de Dahlak. Cette espèce fait l'objet d'une incertitude quant à sa taxonomie. Tucker la considère comme un synonyme de Conus inscriptus Reeve, 1845 (Appeltans et al., 2011), mais elle pourrait également être juvénile de C. grangeri batheon (G. Raybaudi comm. pers. octobre 2011). Jusqu'à ce que le statut taxonomique de l'espèce ait été établi, elle ne peut être évaluée que comme Données insuffisantes.

## Taxonomie

### Publication originale
L'espèce Conus evansi a été décrite pour la première fois en 2001 par le malacologiste ukrainien Igor Petrovich Bondarev dans la publication intitulée « La Conchiglia »,.

### Synonymes
- Conus (Phasmoconus) evansi Bondarev, 2001 · appellation alternative
- Graphiconus evansi (Bondarev, 2001) · non accepté

## Identifiants taxonomiques
Chaque taxon catalogué par les bases de données biologiques et taxonomiques possède un identifiant qui permet d'établir un point de référence. Les identifiants de Conus evansi dans les principales bases sont les suivants :
CoL : XXCZ - GBIF : 6509761 - iNaturalist : 431960 - IRMNG : 11806837 - TAXREF : 155496 - UICN : 192756 - WoRMS : 429597